# Loučka (Svratka)
Die Loučka, die auch als Bobrůvka oder Bobrovka bezeichnet wird, ist ein rechter Zufluss der Svratka (deutsch Schwarzach) in Tschechien.
Sie entsteht dadurch, dass bei Dolní Loučky, am Fuße der Böhmisch-Mährischen Höhe, die Libochůvka in die Bobrůvka mündet. Die Loučka fließt dann in östlicher Richtung weiter und mündet nach etwa 4 km bei Předklášteří in die Svratka, einem linken Zufluss der Thaya.